# La muta di Portici (film 1924)
La muta di Portici è un film muto italiano del 1924 diretto da Telemaco Ruggeri, ispirato all'omonima opera lirica composta da Daniel Auber su libretto di Eugène Scribe.